# Savius jurgiosus
Savius jurgiosus är en insektsart som beskrevs av Carl Stål 1862. Savius jurgiosus ingår i släktet Savius och familjen bredkantskinnbaggar. Inga underarter finns listade i Catalogue of Life.